# Muzică underground
Muzica underground reprezintă o varietate de subgenuri muzicale, ce dezvoltă o mișcare subculturală, independent de vizibilitatea, aprecierea, sau promovarea comercială a mainstream-ului.
Formațiile și artiștii underground, în general, semnează contracte la casele de discuri independente și susțin spectacole în locații mici și își promoveaza muzica prin viu grai, site-uri web, reviste de specialitate și, uneori, prin posturi radio.
Genurile de muzica underground cuprind de la muzica psihedelică din anii 1960, un gen ce ține de contracultura hippie din SUA, până la punk-ul anticorporatist al anilor 1970 și hip-hop-ul anilor 2000.
În timp ce termenul cuprinde o gamă vastă de genuri muzicale, ele pot avea, în general, valori comune, cum ar fi sinceritatea și intimitatea, promovarea dorinței de libertate și exprimare creativă, aprecierea pentru creativitate. De asemenea, în timp ce puține tipuri de muzică underground sunt complet ascunse - cu excepția rock-ului underground din Uniunea Sovietică dinainte de Gorbaciov - spectacolele și înregistrările pot fi greu de găsit pentru persoanele din afara subculturii.
Unele genuri muzicale underground nu și-au părăsit niciodată originile non-mainstream, cum ar fi hardcore-punk-ul agresiv, reprezentat de formația britanică Discharge. Unele stiluri underground devin la un moment dat mainstream, stiluri pop comercializate, un exemplu fiind hip-hop-ul underground al anilor '80, ce în prezent e foarte popular. În anii 2000, internetul și tehnologiile muzicale digitale au un impact puternic asupra muzicii underground, prin faptul că ușurează cu mult distribuirea compozițiilor, prin intermediul pod-cast-urilor si streaming-ului audio. Unii experți în studii culturale spun că acum nu mai există underground, deoarece internetul a făcut muzica accesibilă tuturor. Un expert, Martin Raymond, al companiei londoneze The Future Laboratory a comentat într-un articol al ziarului The Independent, ca tendințele în muzică, artă și politică sunt:
... acum transmise secundar și prin colaborare prin internet. Înainte aveai un număr de persoane care ajutau la adoptarea unei tendințe: inovatorul, asimilatorul timpuriu, asimilatorul târziu, mainstream-ul timpuriu, mainstream-ul târziu, apoi conservatorul. Dar acum trecerea este directă de la inovator la mainstream.
Ca rezultat, asta înseamnă că, de exemplu, o trupă de baieți (boy band - un tip de formație mainstream) ar putea fi influențată de garage rock-ul anilor 1960 (un gen ce a fost obscur în trecut), post punk, noise rock, no wave, sau chiar de compozitori avant-garde, precum John Cage și Karlheinz Stockhausen, iar acea trupă să rămână în continuare recunoscută ca fiind un boy band.

## Genuri muzicale
- Heavy Metal
- New wave of British heavy metal
- Musică electronică
- Hip hop
- Techno
- Punk rock
- Hardcore punk
- Industrial
- Proto punk
- Proto progressive
- Proto doom
- Avant garde
- Psychedelic
- Noise